# Football Club Noah
Maillots
Actualités
Le Football Club Noah (en arménien : Ֆուտբոլային Ակումբ Նոա), plus couramment abrégé en FC Noah, est un club arménien de football fondé en 2017 et basé à Erevan, la capitale du pays.

## Histoire
Le club est fondé en juin 2017 sous le nom Artsakh par l'homme d'affaires tchéquo-arménien Sevan Aslanyan,. Son nom trouve alors son origine dans la ville de Stepanakert, capitale du Haut-Karabagh, aussi appelé Artsakh. Il fait ses débuts en compétition lors de la saison 2017-2018 qui le voit prendre part à la deuxième division, où il termine deuxième derrière le Lori FC et accède au premier échelon.
Rafael Nazaryan est initialement l'entraîneur pour les débuts de l'équipe dans l'élite lors de la saison 2018-2019. Il démissionne cependant au début du mois de janvier 2019 alors que l'Artsakh se classe dernier au classement à la trêve hivernale. Le club est par ailleurs racheté par Gillioz Noah à la fin du mois de décembre 2018, qui devient le nouveau président.
Le club change de nom à l'été 2019, devenant le FC Noah.
Puis quelque temps après, le club est racheté par l'homme d’affaires  Vardges Vardanyan.

## Bilan sportif

### Palmarès
- Championnat d'Arménie
  - Champion : 2025
  - Vice-champion : 2020, 2021 et 2024.
- Coupe d'Arménie (2)
  - Vainqueur : 2020 et 2025
- Supercoupe d'Arménie (1)
  - Vainqueur : 2020

### Bilan par saison
| Saison    | Championnat | Championnat | Championnat | Championnat | Championnat | Championnat | Championnat | Championnat | Championnat | Championnat | Coupe d'Arménie  |
| Saison    | Division    | Pos         | Pts         | J           | V           | N           | D           | BP          | BC          | Diff        | Coupe d'Arménie  |
| --------- | ----------- | ----------- | ----------- | ----------- | ----------- | ----------- | ----------- | ----------- | ----------- | ----------- | ---------------- |
| 2017-2018 | 2e          | 2e          | 65          | 27          | 21          | 2           | 4           | 77          | 16          | +61         | Quarts de finale |
| 2018-2019 | 1re         | 8e          | 28          | 32          | 6           | 10          | 16          | 25          | 49          | -24         | Quarts de finale |
| 2019-2020 | 1re         | 2e          | 48          | 28          | 14          | 6           | 8           | 37          | 27          | +10         | Vainqueur        |
| 2020-2021 | 1re         | 2e          | 46          | 24          | 12          | 5           | 7           | 35          | 20          | +15         | Demi-finales     |
| 2021-2022 | 1re         | 6e          | 39          | 32          | 9           | 12          | 11          | 38          | 43          | -5          | Quarts de finale |

Légende
- Vainqueur de la compétition.
- Vice-champion ou finaliste de la compétition.
- Promotion en division supérieure.
- Relégation en division inférieure.

### Bilan européen
Note : dans les résultats ci-dessous, le score du club est toujours donné en premier.
| Saison    | Compétition             | Tour             | Club                | Domicile | Extérieur | Total             |
| --------- | ----------------------- | ---------------- | ------------------- | -------- | --------- | ----------------- |
| 2020-2021 | Ligue Europa            | Premier tour Q   | Kaïrat Almaty       | N/A      | 1 - 4     | 1 - 4             |
| 2021-2022 | Ligue Europa Conférence | Premier tour Q   | KuPS Kuopio         | 1 - 0    | 0 - 5     | 1 - 5             |
| 2024-2025 | Ligue Conférence        | Premier tour Q   | FK Shkëndija        | 2 - 0    | 2 - 1     | 4 - 1             |
| 2024-2025 | Ligue Conférence        | Deuxième tour Q  | Sliema Wanderers    | 7 - 0    | 0 - 0     | 7 - 0             |
| 2024-2025 | Ligue Conférence        | Troisième tour Q | AEK Athènes         | 3 - 1    | 0 - 1     | 3 - 2             |
| 2024-2025 | Ligue Conférence        | Barrages Q       | MFK Ružomberok      | 3 - 0    | 1 - 3     | 4 - 3             |
| 2024-2025 | Ligue Conférence        | Phase de ligue   | FK Mladá Boleslav   | 2 - 0    | N/A       | 31e               |
| 2024-2025 | Ligue Conférence        | Phase de ligue   | Rapid Vienne        | N/A      | 0 - 1     | 31e               |
| 2024-2025 | Ligue Conférence        | Phase de ligue   | Chelsea FC          | N/A      | 0 - 8     | 31e               |
| 2024-2025 | Ligue Conférence        | Phase de ligue   | Víkingur Reykjavík  | 0 - 0    | N/A       | 31e               |
| 2024-2025 | Ligue Conférence        | Phase de ligue   | APOEL Nicosie       | 1 - 3    | N/A       | 31e               |
| 2024-2025 | Ligue Conférence        | Phase de ligue   | TSC Bačka Topola    | N/A      | 3 - 4     | 31e               |
| 2025-2026 | Ligue des champions     | Premier tour Q   | Budućnost Podgorica | 1 - 0    | 2 - 2     | 3 - 2             |
| 2025-2026 | Ligue des champions     | Deuxième tour Q  | Ferencváros TC      | 1 - 2    | 3 - 4     | 4 - 6             |
| 2025-2026 | Ligue Europa            | Troisième tour Q | Lincoln Red Imps    | 0 - 0 ap | 1 - 1     | 1 - 1 (5 - 6 tab) |
| 2025-2026 | Ligue Conférence        | Barrages Q       | Olimpija Ljubljana  | -        | -         | -                 |

Légende
- Victoire ou qualification pour le tour suivant
- Match nul
- Défaite ou élimination de la compétition

## Personnalités du club

### Présidents du club
- Karen Abrahamayan

### Entraîneurs du club
La liste suivante présente les différents entraîneur connus du club.
- Tigran Yesayan (en) (juillet 2017-janvier 2018)
- Armen Sanamyan (en) (mars 2018-juin 2018)
- Rafael Nazaryan (juillet 2018-janvier 2019)
- Sevada Arzumanyan (janvier 2019-mai 2019)
- Igor Picușceac (juillet 2019-octobre 2020)[8]
- Dmitri Gounko (en) (novembre 2020-juin 2021)
- Aram Hakobian (depuis juillet 2021)

## Identité visuelle

Ancien logo.